# Асархаддон
Асархаддо́н (аккад. Ашшур-аха-иддин (Aššur-aha-iddina), букв. «Ашшур даровал брата»; библ. Асардан) — царь Ассирии, правил приблизительно в 680 — 669 годах до н. э. Сын Синаххериба и энергичной и властной Накии (по-арамейски «Чистая», в аккадском переводе — Закуту).
Сохранились клинописные таблички с записями о правлении Асархаддона — «Анналы». Они хранятся в Британском музее.

## Биография

### Утверждение на престоле
При Синаххерибе Асархаддон одно время был наместником Вавилона. Ещё при жизни Синаххериб назначил своим преемником младшего сына, Асархаддона, что естественно вызвало недовольство старших сыновей. После убийства Синаххериба (10 января 680 года до н. э.), Арад-бел-ит и Набу-шар-уцур не смогли захватить власть, так как в Ниневии их никто не поддержал. Асархаддон, бывший во время убийства отца в отлучке, узнав о случившемся, с имевшимися в его распоряжении войсками двинулся на Ниневию. Убийцы бежали, по свидетельству Библии, в страну Арарат, хотя вероятнее всего в Шуприю. Асархаддон в конце февраля (2 аддару) 680 г. до н. э. вступил в Ниневию и 8 аддару (февраль—март) занял царский трон. Арад-бел-ит и Набу-шар-уцур, получив помощь войсками Урарту, двинулись в Ассирию, но около Мелида были встречены Асархаддоном и разбиты.

### Восстановление царства Вавилон

Ассирийская держава

После вступления на престол Асархаддон немедленно принял меры к восстановлению Вавилона (679 — 678 гг. до н. э.). При восстановлении Эсагилы, главного храма Вавилона, ассирийским зодчим Арад-аххер-шу был построен знаменитый Зиккурат Этеменанки (90 м высоты), вошедший в позднейшие легенды под именем Вавилонской башни. Одновременно со строительством Вавилона начались работы по обновлению одного из главных храмов города Ашшура. Привилегии Ашшура были расширены. Его жители были освобождены от всех налогов и пошлин. Были вновь подтверждены и расширены привилегии и других ассирийских и вавилонских городов: (Харрана, Сиппара, Ниппура, Барсиппы, Дера и др.). Асархаддон ввёл по всей державе особые налоги в пользу храмов. Ранее такие налоги взимались, по-видимому, лишь с некоторых специально выделенных для этого районов.

### Поход против киммерийцев
В числе событий 2-го года правления Асархаддона (679 г. до н. э.) ассирийские летописи отмечают побоище в стране Будауа (не локализуется) и киммерийцев. Видимо, киммерийцы вторглись в Ассирию, но Асархаддон перешёл через Тавр и, согласно вавилонским данным, в сражении у Хубушны (видимо, Хубишна в Каппадокии) разгромил киммерийцев. Вождь киммерийцев Теушпа погиб, а часть его конницы перешла на службу к ассирийскому царю. Тем же или несколько более поздним временем следует датировать и ассирийский поход против различных малоазийских правителей, упоминаемый надписями после похода на Теушпу. Поход по бывшей ассирийской территории, где возник ряд мелких государств, не привёл к восстановлению здесь власти ассирийского царя. Вторым годом правления Асархаддона датируется и поход ассирийского войска против города Арзани у ручья Египетского (соврем. Вади-ал-’Ариш, «Сухое русло») на границе Египта и Палестины. Ассирийцы взяли город и увели в плен в качестве заложников царя Асухили и его сына.

### Восстание халдеев в Вавилонии
Восстановив Вавилон, Асархаддон вернул вавилонянам земли, конфискованные у них Синаххерибом в 689 г. до н. э. и переданные халдеям княжества Бит-Даккури. В ответ на это халдеи Бит-Даккури, поддержанные царём Приморья Набу-зер-кити-лиширом, сыном Мардук-апла-иддина II, в 678 г. до н. э. подняли восстание. Выступление халдеев было беспощадно подавлено. Взятый в плен князь Бит-Даккури, Шамаш-ибни,  окончил жизнь на плахе. Набу-зер-кити-лишир был разбит и бежал (впоследствии он был убит), а его брата Наид-Мардука Асархаддон привлёк на свою сторону и сделал наместником Приморья.

### Военные действия в Финикии и Сирии

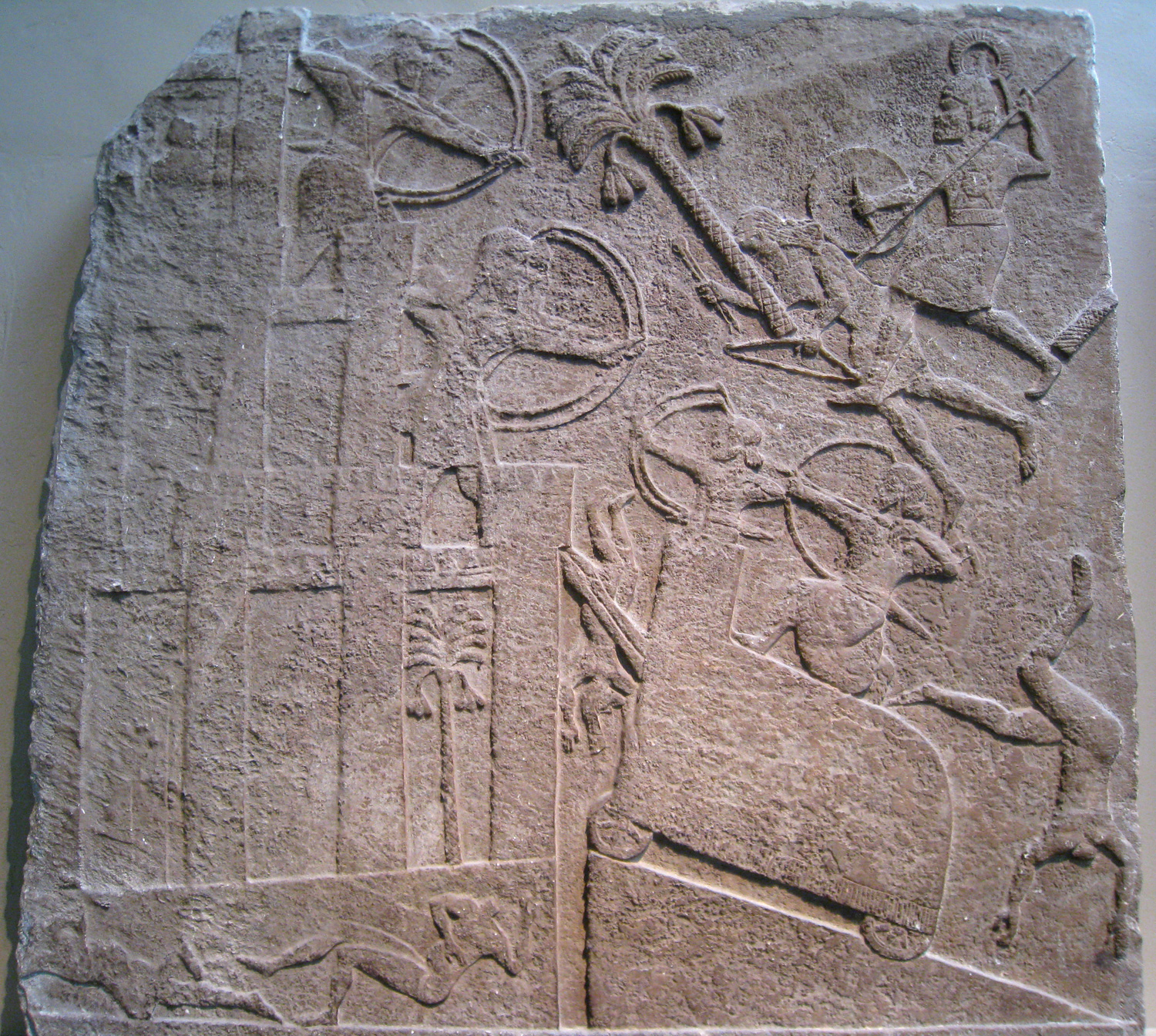
Штурм ассирийцами крепости

Ещё в 680 году до н. э, когда Асархаддон воевал со своим братом, царь Сидона Абдимилькутти восстал и прекратил платить дань. Абдимилькутти находился в союзе с царём Хилакку (Киликии) Сандуарри, страной Ду’уа и другими малоазийскими и сирийскими княжествами. В 677 году до н. э. Асархаддон захватил и полностью разрушил Сидон. Абдимилькутти попытался бежать морем, но был пойман ассирийцами. На месте Сидона была построена крепость Кар-Ашшур-ах-иддин («Град Асархаддона»), которая была заселена пленными халдеями. После этого ассирийцы вторглись в Хилакку и разрушили и сожгли там 21 укреплённый город вместе с малыми поселениями в их окрестностях. Царь Сандуарри бежал в горы, но был пойман. Оба царя были отправлены в Ниневию и обезглавлены. Восстал против ассирийской власти и Мугаллу мелидийский, находившийся в союзе с царем Табала Ишкаллу. Ассирийцы осадили Мелид, но Муггалу бежал оттуда.
Судя по запросам Асархаддона к оракулу бога Шамаша, союзники создали реальную угрозу разгрома ассирийского полководца Ша-Набу-шу, а также не исключалась возможность нападения куззуракийцев, Табала или Хиллаку, на ассирийскую провинцию Куэ. Но всё же восстание было подавлено, и Муггалу, видимо, был казнён. Царь Тира Баал I, царь Иудеи Манасия, цари кипрских городов: Акестор (Идалия), Пилагор (Хитра), Дамис (Китий), Етеандр (Пафа), Адмит (Тамис) и далее, всего 22 царя Сирии и Кипра, выразили покорность Асархаддону и поспешили принести дань. Асархаддон заключил затем договор с царём Тира Баалом. Согласно этому договору Баал не должен был принимать серьёзных решений без ассирийского надзирателя-регента и без совета старейшин, бывшего, очевидно, органом власти, настроенным в пользу Ассирии. По этому договору, в случае захвата тирянами корабля, люди на корабле поступали в распоряжение Тира и продавались в рабство, а имущество — в пользу Ассирии. За это Асархаддон передал Тиру ряд бывших владений города Сидона и, в частности, город Сарепту.

### Поход против арабов
В 676 гг. до н. э. Асархаддон предпринял поход в Аравийскую пустыню. Дорога проходила по раскалённым безводным пескам, а затем через горы. В этом походе было убито 8 аравийских шейхов. Их сокровища и изображения богов ассирийцы увезли с собой. Один из оставшихся в живых шейхов, Лаилиэ, сперва бежал от ассирийцев, а потом шёл следом за Асархаддоном до самой Ниневии, чтобы просить царя вернуть увезенные статуи богов. Асархаддон принял его, вернул увезенных богов, а также завоеванные земли, сделав Лаилиэ своим ставленником.

### Взаимоотношения с Эламом
Неожиданные, хотя и не слишком серьёзные вылазки предпринимал Элам. Так, в 675 г. до н. э. эламский царь Хумбан-Халташ II совершил набег на вавилонский город Сиппар, но уже в сентябре того же 675 г. до н. э. эламский царь неожиданно «умер, не обнаружив признаков болезни». Как видно в Ассирии существовала специальная, секретная служба, в сфере деятельности которой находились организация государственных переворотов, а также и просто физическое устранение неугодных для ассирийского царя правителей. С новым эламским царём Уртаки у Асархаддона сложились дружеские отношения. Уртаки даже вернул в Вавилон статуи аккадских богов, которые «в течение долгого времени находились пленными в Эламе» (674 г. до н. э.).

### Поход против мидян
В 674 г. до н. э. ассирийские войска совершили поход на «Страну далеких мидян», расположенную на краю Соляной пустыни (Деште-Кевир), у горы Бикни (Демавенд), в область Патуш’арра (более поздняя Хоарена). При этом были захвачены два «владыки поселения» Шитирпарна и Эпарду, вместе с их людьми и скотом. Также, вероятно, ассирийскому нападению подвергалась и крепость Андарпатиану, расположенная где-то восточнее Сапарды, недалеко от района современного Казвина.
Во время этого успешного для ассирийцев набега на восточную Мидию, к ассирийскому полководцу обратились за помощью 3 вождя («владыки поселений») «далеких мидян»: Уппи, правитель Партакки (это вероятно Партакану — текстов Саргона, то есть Паретакена, район соврем. Исфахана), Занасана, правитель Партукки (видно Партуа, то есть Парфия, имеется в виду, конечно, не вся Парфия) и Раматея, правитель Ураказабарны (эта область не поддается локализации). Правители этих трех областей обратились, как сказано, к ассирийцам за помощью против «начальников поселений», которые пытались изгнать их из их областей. В качестве подарков они послали ассирийскому царю жеребцов и лазурит. На помощь им были посланы окраинные ассирийские областеначальники, которые привели, по данным надписей Асархаддона, к покорности восставшие поселения и обложили трех правителей ежегодной данью. Дань эта имела для ассирийцев большое значение. Она собиралась лошадьми и должна была служить для пополнения конского поголовья в ассирийской армии, в связи с прекращением поступлений коней из Манна, откуда ассирийцы их обычно получали.
Однако собрать дань со всей обширной и фактически совершенно не покорённой Мидийской территории оказалось невозможным. Судя по запросу к оракулу, во время похода на Патуш’арру ассирийцы опасались нападения с тыла, со стороны Сапарды и других «покорённых» мидийских областей. С большой опасностью для ассирийцев был сопряжен сбор дани областеначальниками и в других мидийских областях (в Бит-Кари, в Мадай и т. д.). Положение осложнилось ещё более к концу года, когда к сопротивлению местного населения сбору дани, прибавились нападения скифов на ассирийские отряды.
О походе на Манну надписи Асархаддона говорят чрезвычайно бегло, скороговоркой, верный признак отсутствия настоящего успеха: «Я рассеял людей страны Маннеев, неусмиренных кутуиев, пробил оружием войска Ишпакая, скифа, союзника не спасшего их». Запросы к оракулу бога Шамаша показывают, что инициатива в этой войне принадлежала маннеям. Ассирийский царь запрашивает бога, удастся ли маннеям захватить в свои руки ассирийские крепости Шарруикби, Дур-Эллиль и другие, названия которых в надписи не сохранились. Некоторые крепости и в том числе Шарруикби маннеям в действительности удалось захватить и ассирийцы смогли их вернуть себе лишь через много лет. Из запросов к оракулу видно, что к лету 674 г. до н. э. Манна непосредственно граничила с Хубушкией, что предполагает занятие маннеями западного побережья Урмии и даже верховьев Большого Заба. А скифы, союзники маннеев, вторгались через перевалы Хубушкии на собственно ассирийскую территорию и создали угрозу захвата городов Харраниа (возможно то же, что и Харруна или Харрана в западной части Внутренней Замуа) и Анису (поселение в области Хабху).

### Поход в Египет
В 674 г. до н. э. Асархаддон предпринял поход на Египет и подступил к пограничным крепостям Восточной Дельты. Египетско-кушитское войско фараона Тахарка (ассир. Тарка) двинулось к нему навстречу. Исход происшедшего сражения был неблагоприятным для ассирийского царя или даже как на это намекают документы, последний потерпел настоящее поражение. Благодаря этой победе Тахарке удалось привлечь на свою сторону царя Тира Баала, который также был готов выступить против Ассирии.

### Потеря Мидии
В начале весны 673 г. до н. э. «владыка поселения» Кар-Кашши («Колония касситов») Каштарити привлёк на свою сторону правителя Мадай Мамитиаршу и правителя Сапарды Дусанни и поднял восстание против Ассирии. Как видно восстание возглавили три равноправных вождя, но фактически, судя по тону запросов ассирийского царя к оракулу, бесспорным было главенство Каштарити. Весьма вероятно, что он формально был избран военным вождем мидийского племенного союза.
В надписях Асархаддона война с Каштарити, по всей вероятности отражена в виде следующей весьма неопределённой декларации: «Я растоптал страну Барнаку, коварного врага, обитателей страны Тилашурри, имя которых зовется в устах людей Мехрану „город Питану“». Известно, что Тилашурри находилась рядом с «Крепостью вавилонян» (Сильхази). Так как в I тысячелетии нередко смешивали понятия «касситов» и «вавилонян», то вполне вероятно, что «Крепость вавилонян» — это то же самое, что «Колония касситов» (Кар-кашши), а Кар-кашши была вероятно центром провинции Бит-Кари, то есть район нынешнего Хамадана. Неопределённо-хвастливый тон сообщения не дает основания видеть здесь действительно ассирийскую победу. Как обстояло дело в действительности, показывают запросы к оракулу.
Восставшие заключили союз со Скифским царством (вероятно с вождем Ишпакаем) и с Манной (вероятно с царём Ахсери), что позволило повстанцам действовать сразу на нескольких фронтах. Восстание быстро распространялось и вскоре вышло за пределы первоначальных трёх провинций. Уже в самом начале месяца айяру (апрель — май) 673 г. до н. э. Каштарити вторгся в соседнюю провинцию Кишессу и осадил её главную крепость того же названия, и уже тут в качестве его союзников выступили скифы, мидяне (то есть люди Мамитиаршу) и маннеи. Дусанни сапардский тоже в это время осадил крепость, название которой в надписи не сохранилось, причём он ожидает помощь от Каштарити. В запросе от 4 айяру (апрель — май), ассирийский царь выражает обеспокоенность о судьбе крепости Карибту и ещё одной крепости название которой сохранилось не полностью (может быть это Сибар или Сибур в районе современного Зенджана), осажденных повстанцами Каштарити. Запрос оракулу от 6 айяру (апрель — май) говорит, что нападению подверглась и крепость Ушиши.

### Поход в Мидию
К 10 айяру (апрель — май) относится запрос ассирийского царя к оракулу относительно предполагаемого ассирийского наступления. Ассирийский царь рассчитывал пройти через перевал Сапарды и занять, вероятно, как плацдарм для дальнейшего наступления крепость Кильман (возможно Кулуман, по-видимому, в южной части провинции Хархар). Однако этот поход на восставшую Мидию с юга не имел успеха. Из запроса оракула в месяце симану (май — июнь) видно, что повстанцы не только не потерпели поражения, но и вновь угрожают какой-то крепости, а запрос от 25 симана (середина июня) касается уже провинции Бит-Хамбан, расположенной далеко к юго-западу от первоначального района восстания. К этому же времени угроза нависла и над «Сиссирту, крепостью хархарцев, что расположена на границе Элама». Таким образом, повстанцы находились уже видимо в долине Диялы. Вся ассирийская Мидия, кроме Замуа и Парсуа, была для Ассирии потеряна и Каштарити угрожал перевалам ведшим в Месопотамскую низменность. В Парсуа тоже было неспокойно, туда стали вторгаться маннейские войска.

### Разгром Шуприи
Положение складывалось чрезвычайно неблагоприятно для Ассирии, тем более, что в её тылу, в Финикии, назревали серьёзные события и ещё не была закончена война с Египтом. Помимо того, по-видимому, в связи с мидийскими событиями, участились случаи социального протеста угнетённых масс трудящегося населения в самой Ассирии. Ещё до окончения мидийской войны, на 8-м году правления 673 г. до н. э., Асархаддон был вынужден совершить поход в лесную область армянского нагорья Шуприю (в Сасунских горах, в западной части Армянского Тавра) — специально для поимки многочисленных беглых рабов и земледельцев, сбегавших с ассирийской территории. Как повествуют анналы Асархаддона, он три раза слал послания шуприйскому царю с требованием вернуть беглецов, на что тот постоянно отвечал отказом. Тогда Асархаддон перешёл к военным действиям и осадил, а затем 21 кислиму (ноябрь — декабрь) штурмом взял столицу Шуприи крепость Уппуму (совр. Фум около Илидже).
Устрашившись, царь Шуприи Ник-Тешуб послал к ассирийцам своих сыновей Шерпи-Тешуба и Лиги-Тешуба со своей золотой тиарой и статуей, наряженной и закованной в железо, символизирующей его, умоляя Асархаддона даровать ему милость и сохранить жизнь. Асархаддон послал ответ, в котором заявил, что помилования не будет. Вскоре Шуприя была полностью покорена. Ник-Тешуб был убит, Асархаддон вернул беглецов в Ассирию, предварительно лишив их носа, глаза и уха, в назидание тем, кто мог помыслить о бегстве. Население Шуприи было выселено в Ассирию, а воины-шуприйцы были причислены к войску Ассирии. Шуприя прекратила своё существование, на её территории были созданы две провинции — Уппуму и Куллимери. Прежние названия городов Куллимери, Маркуха, Какзу и др. были изменены на новые ассирийские. Захваченных в Шуприи беглецов из Урарту Асархаддон выдал урартскому царю Русе II, что говорит о хороших отношениях, существовавших в то время между Ассирией и Урарту. Однако вскоре союз, заключённый между Русой и киммерийцами, показался Ассирии опасным, и Асархаддон даже вопрошает оракула бога Шамаша, не грозит ли этот союз новоприобретенным владениям Ассирии в Шуприи, на границе с Урарту.

### Образование государства Мидия
В начале марта 672 г. до н. э. ассирийцы попытались завязать с Каштарити мирные переговоры, но тот, уверенный в своей победе, отказался от них. Одновременно, пытаясь поссорить между собой союзников, ассирийцы ведут переговоры с каждым из них в отдельности. Скифский вождь Ишпакай, видимо, был убит в ходе этой войны примерно в конце 673 г. до н. э. Новый царь скифов Партатуа (Претотий) пошёл на переговоры с ассирийцами, женился на дочери Асархаддона и отделился от восставших. В результате измены Партатуа успех восстания не был полным. Ассирийцам удалось удержать в своих руках провинцию Кишессу, Хархар и Бит-Хамбан, но на территории Бит-Кари, Мадай и Сапарда восстание имело полный успех, и здесь образовалось независимое Мидийское царство.

### Вторжение в Египет
На 10-м году своего царствования (671 г. до н. э.) Асархаддон повторил попытку завоевать Египет. Он осадил Тир, союзника египетского фараона Тахарки, и двинулся через пустыню к Дельте. Египетско-кушитское войско потерпело ряд поражений, и ассирийцы, через 15 дней после вступления в Египет, взяли Мемфис. В плен к ассирийцам попали жена, наложницы, сыновья и дочери Тахарки, в том числе его старший сын и престолонаследник Ушанхура. Сам Тахарка, видимо, бежал на юг Египта. Асахаддон не стал его преследовать, ограничившись, видимо, завоеванием одной лишь Дельты, хотя часть верхнеегипетских князей всё же принесла дань. Двадцать городов Египта (Буто, Саис, Атрибис, Бубастис, Бусирис, Себенит, Фарбаитос, Пер-Сопд, Мендес, Танис, Нато и др.) получили ассирийские наименования и там были поставлены правителями местные царьки из ливийских династий, среди которых следует назвать Нехо, правителя Саиса и Мемфиса. Помимо местных правителей Асархаддон назначил ассирийских наместников, а также определил размеры ежегодной дани, 180 кг золота и 9 т серебра. Из Египта было вывезено в Ниневию 55 царских статуй. Хотя Асархаддон и принял титул «Царь Нижнего и Верхнего Египта и (даже) Куша», однако он не короновался в Египте как фараон. Ассирийцы так и не смогли взять островной Тир, но царь Тира Баал после разгрома его союзника Египта счёл более разумным покориться Асархаддону и не продолжать сопротивление. Тир был лишён всех своих материковых владений и уплатил огромную дань.

### Разногласия в царской семье по поводу престолонаследия и смерть царя
Ещё в мае 672 г. до н. э. Асархаддон объявил наследником престола своего сына Ашшурбанапала. (Старший сын Асархаддона Син-надин-апал («Син, дающий наследника») умер молодым). Присяга на верность новому царю в Ассирии прошла спокойно, но в Вавилоне встретила сопротивление. В день присяги Ашшурбанапалу группа вавилонских магнатов в Лаббанате, пригороде Вавилона, попыталась поднять мятеж и провозгласить царём Бэл-Эрибу («Бэл приумножил»), потомка III касситской династии. Однако эта попытка была быстро подавлена и не имела последствий. Назначение наследником Ашшурбанапала вызвало недовольство и в самом дворце ассирийского царя, выразившееся в склоках между Шеруа-этерит, старшей дочерью Асархаддона, и Ашшур-шаррат, женой царевича Ашшурбанапала. По размаху дворцовых интриг видно, что за обеими царевнами стояли две враждующие группировки, одна, поддерживавшая Ашшурбанапала, и другая, поддерживавшая сына Асархаддона от вавилонянки Шамаш-шум-укина. Видимо, под нажимом оппозиции Асархаддон вынужден был в мае 670 г. до н. э. назначить Шамаш-шум-укина наследником вавилонского престола, равным по рангу с Ашшурбанапалом.
В 670 г. до н. э. в Харране местный градоначальник Саси организовал заговор, ставивший целью низложение Асархаддона и всего его дома. Саси намеревался сам занять престол, но заговор был раскрыт, а мятежные магнаты казнены. Между тем в только что покоренном Египте начались волнения, и ассирийские гарнизоны оказались в осаде. В 669 г. до н. э. Асархаддон собрал огромное войско и вновь двинулся в Египет, но по дороге 1 ноября 669 г. до н. э. умер.
Правил Асархаддон 12 лет.

## Образ в искусстве
- Лев Толстой. Рассказ «Ассирийский царь Асархадон» (1903)
- Валерий Брюсов. Стихотворение «Ассаргадон (Ассирийская надпись)» (1897)
- Корбут А. Е. Роман «Хроники Ассирии. Син-аххе-риб» (2014—2017).